# Amor

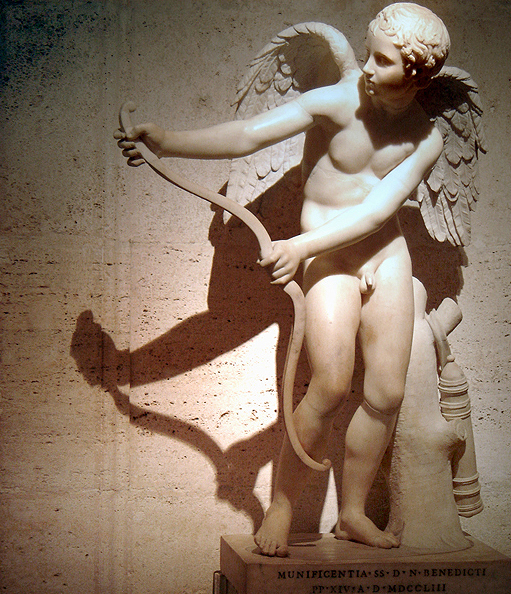
Íját feszítő Amor, Lüszipposz szobrának római másolata

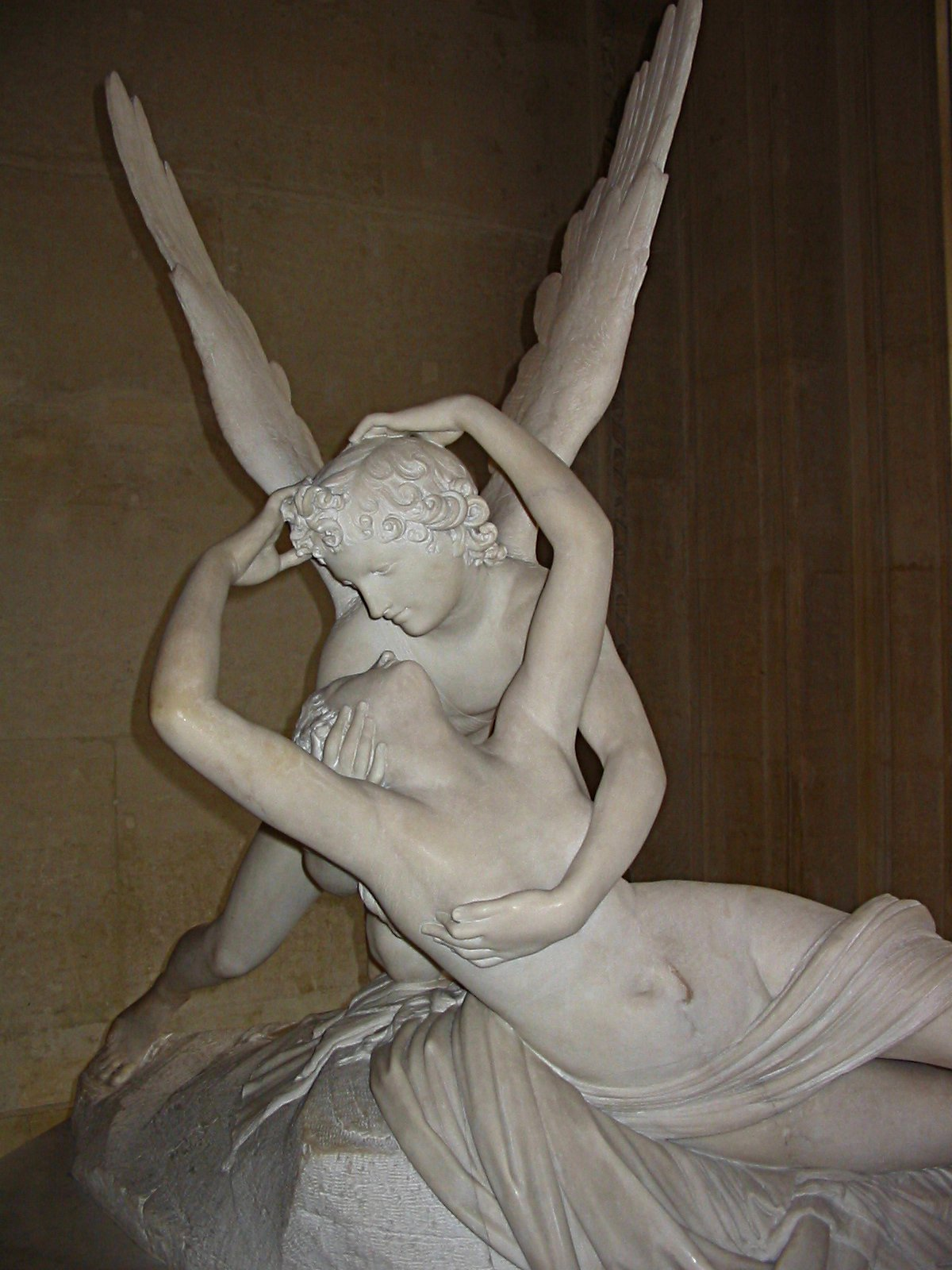
Antonio Canova: Amor csókjával életre kelti Pszichét (Louvre)

Amor római mitológiai alak, a szerelem istene, más néven Cupido (latinul: vágy). Mai magyaros Ámor alakjában, részben köznevesülve a szerelem jelképe.

## Legendája
A róla szóló történetek szinte részletről részlete megegyeznek a görög Erósz legendáival. 
Mars és Venus gyermekeként jött a világra. Nevelőapja maga Jupiter volt. A mítosz szerint ő a legifjabb és legszebb isten, akinek fegyvere egy kis kézi íj. Akit az ebből kilőtt vesszők eltalálnak, az nem fizikailag sebesül meg, hanem szerelembe esik. Ő maga egy halandó lányba, a csodaszép Pszichébe szeretett bele, és feleségül is vette. Apuleius kettejükről szóló történetében Psziché kíváncsiságának engedve belenézett Venus szelencéjébe, és ettől mély, sztüxi álomba zuhant. Amor nyilaival leszedte feleségéről az átkot, és kérésére Jupiter istenné emelte Pszichét, hogy a szerelmesek mindörökre házasok maradhassanak. 

## Amorettek
Alakja már az ókorban megsokszorozódott: a pufók csecsemőhöz hasonló, szárnyas szobrocskák kedvelt díszítő motívumok voltak.
Az amorettekből fejlődtek ki a puttók, akik az újkorban, leginkább a barokk képzőművészetben valósággal elárasztották a mitológiai tárgyú képeket és szoborcsoportokat.

## Egyéb ábrázolásai
A képzőművészetnek mindig kedvelt témája volt. Legismertebb szobra a római Capitolinumon áll; ez Lüszipposz művének római másolata.
A zenében:
- Lully: Ámor és Bacchus ünnepei (háromfelvonásos opera, 1672);

## Képek

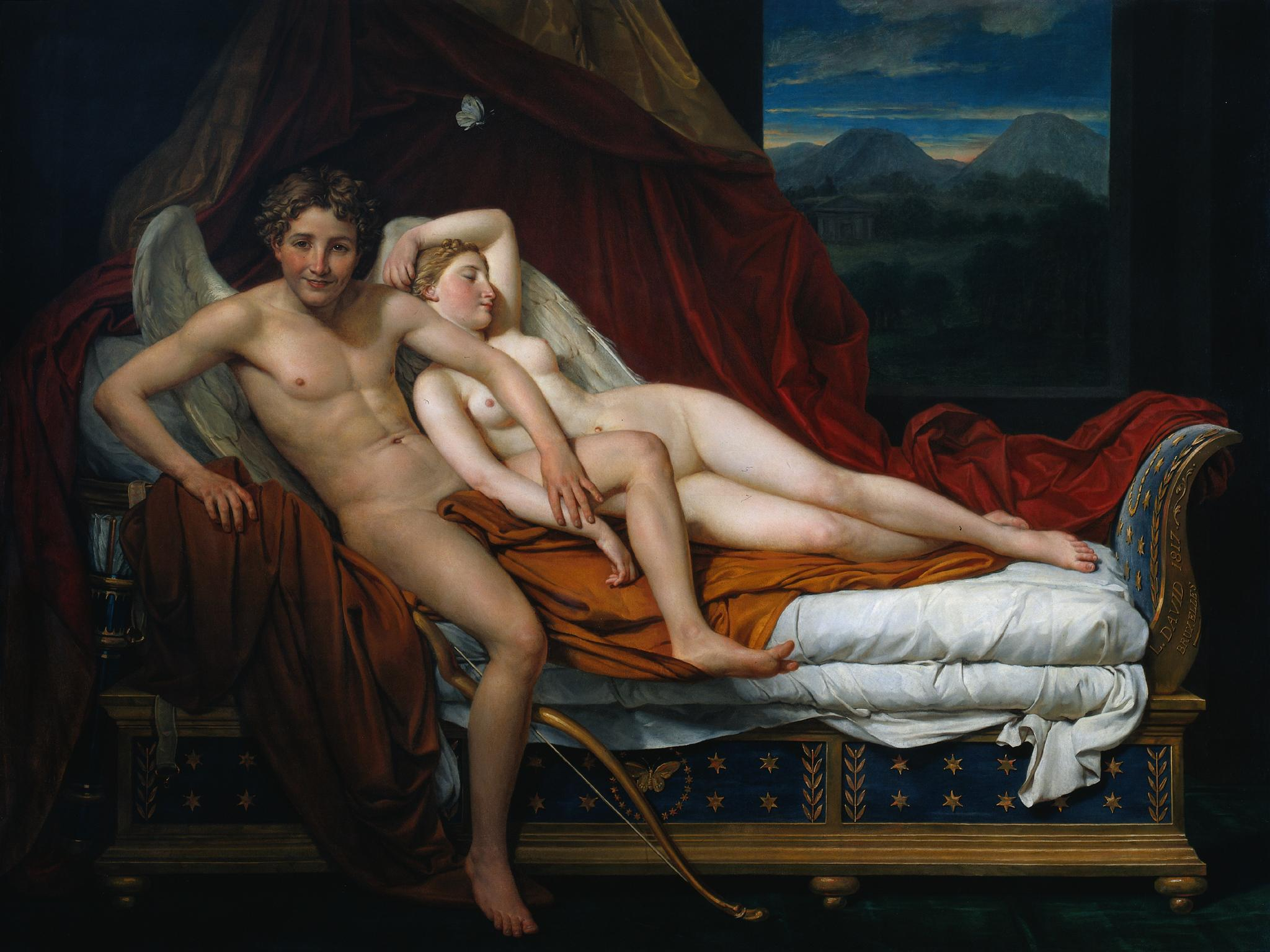
Jacques-Louis David: Cupidó és Psziché
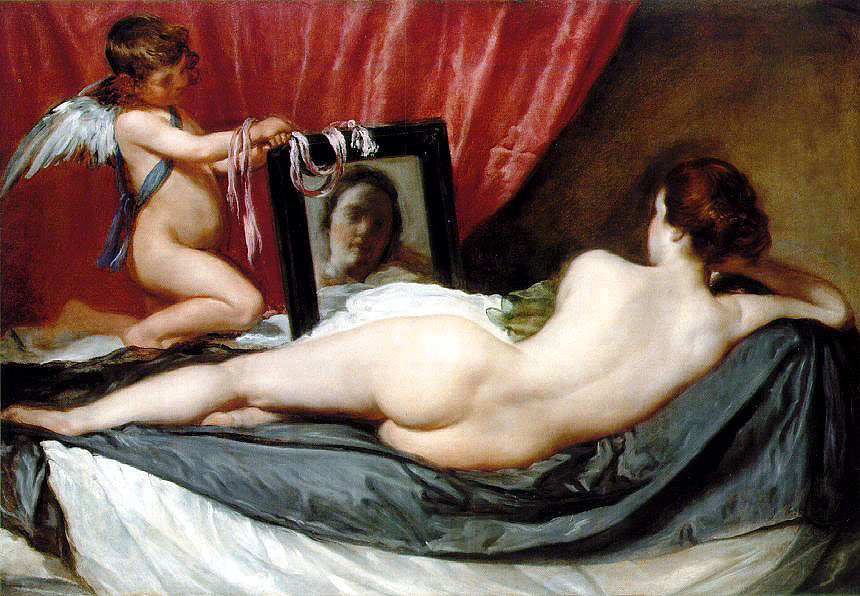
Diego Velázquez: Venus és tükre
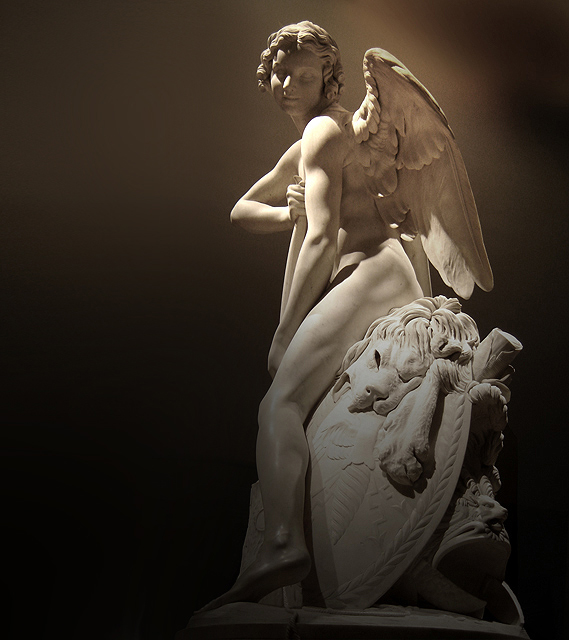
Edmé Bouchardon: Cupidó íjat farag magának Hercules dorongjából
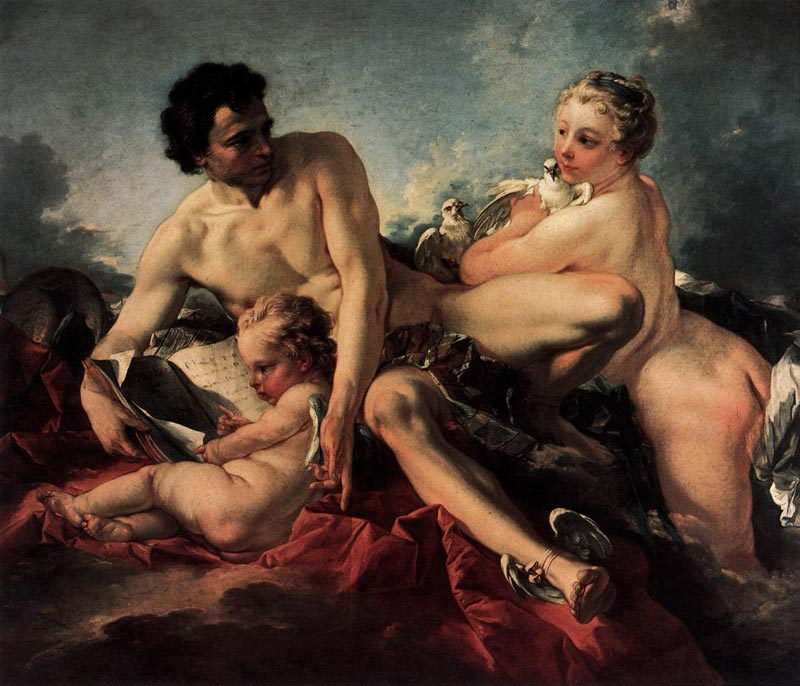
François Boucher: Cupidó neveltetése